# 8-й федеральный избирательный округ Чьяпаса

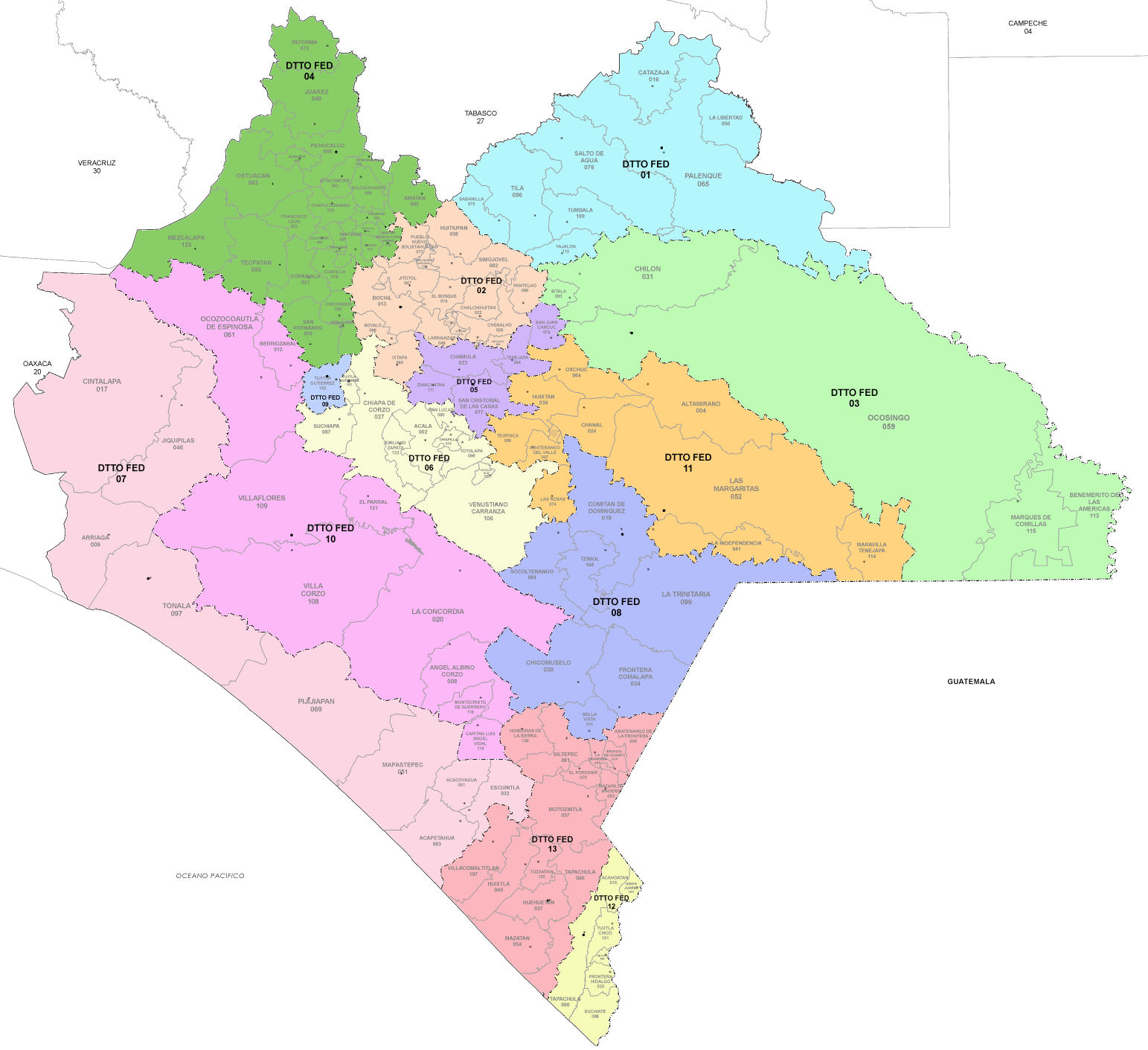
Карта федеральных избирательных округов штата Чьяпас. 8-й отмечен синим цветом

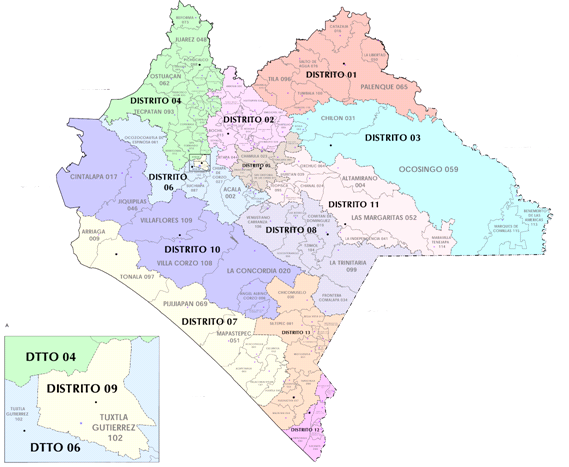
Карта федеральных избирательных округов штата Чьяпас в период с 2017 по 2022 год

8-й федеральный избирательный округ Чьяпаса в 2005—2017 годах

8-й федеральный избирательный округ Чьяпаса (исп. Distrito electoral federal 8 de Chiapas) — один из 300 избирательных округов, на которые делится терриория Мексики для проведения выборов в федеральную Палату депутатов, и один из 13 таких округов в штате Чьяпас.
От округа в нижнюю палату Конгресса избирается один депутат на трёхлетний законодательный период по принципу «первого прошедшего по списку». Голоса, поданные в округе, также учитываются при расчёте пропорционального представительства («многомандатности») депутатов, избранных от Третьего избирательного региона.

## Территория округа
В соответствии с планом формирования округов на 2023 год, принятым Национальным избирательным институтом, который будет использоваться для выборов 2024, 2027 и 2030 годов, 8-й округ охватывает 171 избирательный участок (исп. secciones electorales) в семи муниципалитетах штата Чьяпас, расположенных у границы с Гватемалой:
- Белья-Виста, Комитан-де-Домингес, Чикомусело, Фронтера-Комалапа, Сокольтенанго, Ла-Тринитария и Цимоль.

## Депутаты, избранные в Конгресс от округа
| Выборы | Депутат                                              | Партия | Срок                | Созыв Конгресса |
| ------ | ---------------------------------------------------- | ------ | ------------------- | --------------- |
| 1979   | Сабинес Гутьеррес, Хуан Альберто Кеси Бальбоа        |        | 1979 1979—1982      | 51-й Конгресс   |
| 1982   | Херман Хименес Гомес                                 |        | 1982—1985           | 52-й Конгресс   |
| 1985   | Оскар Очоа Сепеда                                    |        | 1985—1988           | 53-й Конгресс   |
| 1988   | Лейбер Мартинес Гонсалес                             |        | 1988—1991           | 54-й Конгресс   |
| 1991   | Рикардо Лопес Гомес                                  |        | 1991—1994           | 55-й Конгресс   |
| 1994   | Херман Хименес Гомес                                 |        | 1994—1997           | 56-й Конгресс   |
| 1997   | Хуан Карлос Гомес Аранда                             |        | 1997—2000           | 57-й Конгресс   |
| 2000   | Роберто Хавьер Фуэнтес Домингес                      |        | 2000—2003           | 58-й Конгресс   |
| 2003   | Марио Карлос Кулебро                                 |        | 2003—2006           | 59-й Конгресс   |
| 2006   | Арнульфо Кордеро Альфонсо                            |        | 2006—2009           | 60-й Конгресс   |
| 2009   | Роберто Альборес Глеасон                             |        | 2009—2012           | 61-й Конгресс   |
| 2012   | Эдуардо Рамирес Агилар                               |        | 2012—2015           | 62-й Конгресс   |
| 2015   | Луис Игнасио Авенданьо Бермудес Уберли Лопес Роблеро |        | 2015–2017 2017–2018 | 63-й Конгресс   |
| 2018   | Мария Роселия Хименес Перес                          |        | 2018—2021           | 64-й Конгресс   |
| 2021   | Исмаэль Брито Масарьегос                             |        | 2021—2024           | 65-й Конгресс   |
| 2024   | Роберто Альборес Глеасон                             |        | 2024—2027           | 66-й Конгресс   |

## Президентские выборы
| Выборы | Победивший в округе          | Партия или коалиция        | %       |
| ------ | ---------------------------- | -------------------------- | ------- |
| 2018   | Андрес Мануэль Лопес Обрадор | Вместе мы войдём в историю | 59,2214 |
| 2024   | Клаудия Шейнбаум             | Продолжим творить историю  | 71,3872 |